# 音符時值
音符時值也稱為音符值或音值，在樂譜中用來表達各音符之間的相對持續時間。表達方式如下：
- 「符頭」的纹理與形狀。
- 「符桿」與「符尾」的出現或消失。

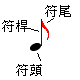
音符的各部位。

與音符時值持續相等時間的無聲狀態，則是由各種不同的休止符來表達。

## 歷史

### 紐姆記譜法

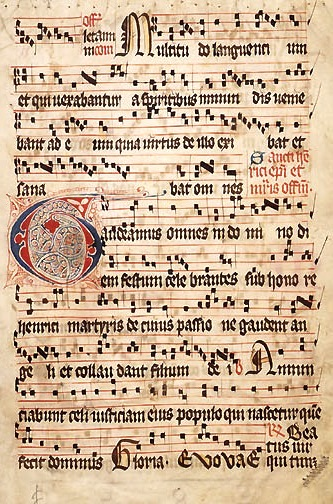
格列高里聖詠手抄本，當時的音符頭是方形而不是圓形。這種樂譜的音符形狀與音符時值無關。

在格列高里聖詠（拉丁文：latin:Cantus Gregorianus；名稱來自格列高里一世）早期的手抄樂譜中，音符的符頭有許多不同種類的形狀，符桿的出現與否也不固定。音符本身並沒有紀錄持續時間的長短，但是已經使用附點來作為增值方式。這種樂譜是現代五線譜的前身，稱為紐姆記譜法（英語：Neume）。
到了13世紀時，聖詠有時會以節奏調式來表現，這類音樂已經出現多個不同節奏的聲部，不過仍然沒有像現代音符一樣，以音符的形狀來表達音符時值。

### 有量記譜法
大約在1250年，科隆的佛朗哥（英語：Franco of Cologne；一名教士）發明了有量記譜法，利用不同的音符來表達持續時間的變化，在他的方法中，各種音符時值之間的關係是不固定的，通常是3:1。而且在13世紀時期，3:1是最主流的比例。
1320年，法國人菲利普·德·維特里（Philippe de Vitry）在著作《新藝術》（Ars nova）中，定下了2:1的比例，並且使之與3:1比例擁有同等地位。14世紀之後，法國出現了四種具有表達音符時值能力的音符，分別是：倍長音符、長音符、短音符、小音符與最小音符。
1450年左右，「白色有量記譜法」（英語：white mensural notation）取代了「黑色有量記譜法」，也就是所有的音符時值是以白色的符頭表現。
到了大約1600年，已經廣泛採用了現代的音樂記譜系統，不過舊有的記譜方法仍然有人使用。

## 符號與名稱

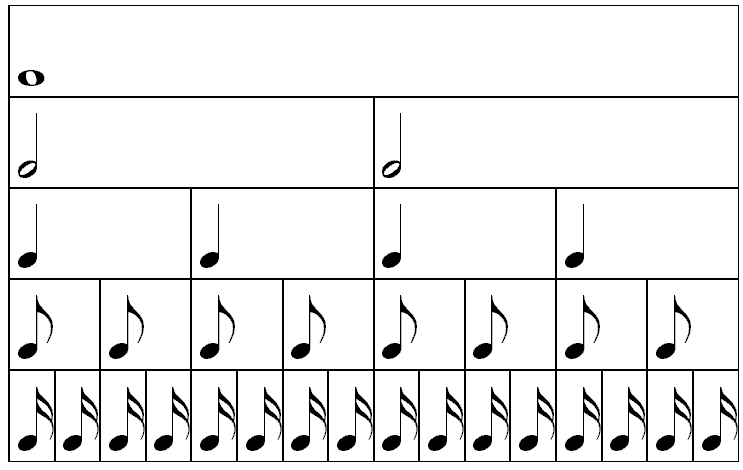
各音符的相對時值。

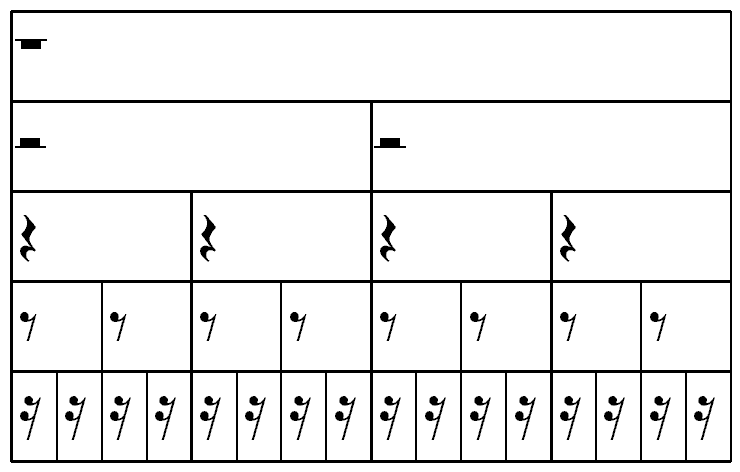
各休止符的相對時值。

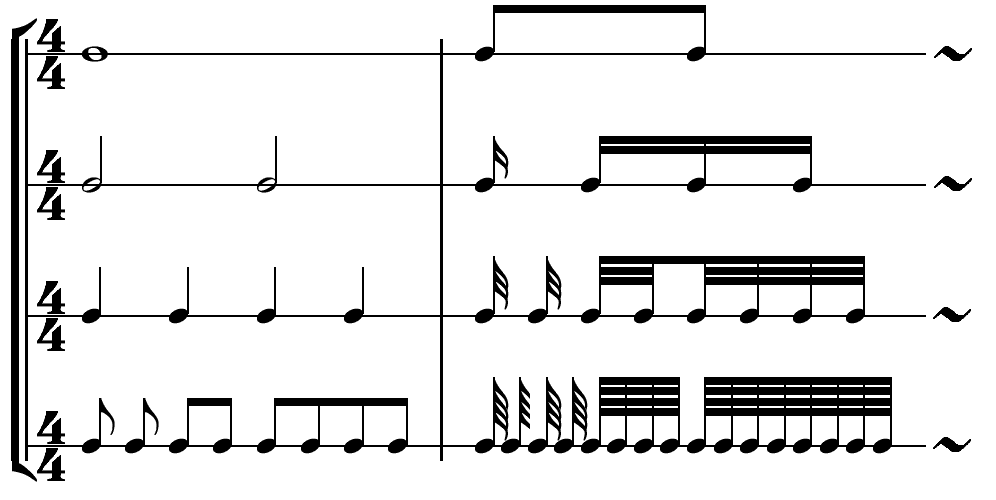
各種時值的音符與連音符的比較。中間直線所分隔開的兩個部分，擁有相等的持續時間。

音符時值並不是表示一個音符的絕對時間長度，而是用來使人了解它與其他音符之間的相對時間長度。在下表中每個音符的持續時間，都是下一個音符的兩倍長度。
| 音符 | 中文名稱           | 休止符 | 中文名稱               | 時值 （四分音符 = 1）            |
| ---- | ------------------ | ------ | ---------------------- | -------------------------------- |
|      | 八倍全音符         |        | 八倍全休止符           | 32                               |
|      | 四倍全音符         |        | 四倍全休止符           | 16                               |
|      | 二全音符／倍全音符 |        | 二全休止符／倍全休止符 | 8                                |
|      | 全音符             |        | 全休止符               | 4                                |
|      | 二分音符           |        | 二分休止符             | 2                                |
|      | 四分音符           |        | 四分休止符             | 1                                |
|      | 八分音符           |        | 八分休止符             | 0.5（{\displaystyle 1/2}）       |
|      | 十六分音符         |        | 十六分休止符           | 0.25（{\displaystyle 1/4}）      |
|      | 三十二分音符       |        | 三十二分休止符         | 0.125（{\displaystyle 1/8}）     |
|      | 六十四分音符       |        | 六十四分休止符         | 0.0625（{\displaystyle 1/16}）   |
|      | 一百二十八分音符   |        | 一百二十八分休止符     | 0.03125（{\displaystyle 1/32}）  |
|      | 二百五十六分音符   |        | 二百五十六分休止符     | 0.015625（{\displaystyle 1/64}） |

### 變化

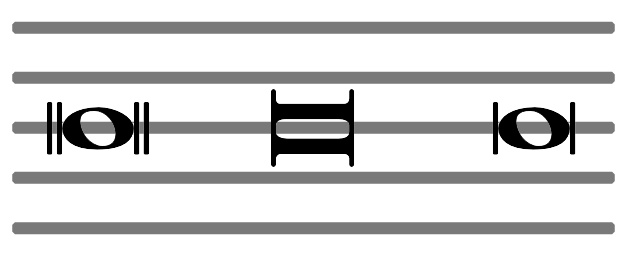
二全音符的各種變形

短音符有許多各種不同的版本，從右圖可以看出。而長音符若是放置在一首曲子的最後，可能是用來表示一個沒有明確長度的持續時間。
當符桿出現時，可能會插在符頭的上方（右側）或是下方（左側，除了長音符之外）。通常音符在五線譜的中間或是上半部時，符桿會以插在符頭下方的形式出現；反之則會出現在符頭上方。此外，不論音符與符桿的位置如何，符尾都會在附加在符桿的右側。
當兩個或兩個以上擁有符尾的音符連續出現時，符尾將會以連線的方式表現，這種音符稱為連音符，如同右上圖一般。連音符通常只會出現在拍子相同的小節之內。

### 修飾
音符可以利用附點的方式使其增值，也就是增加音符的持續時間，附點之後的音符稱為附點音符。每加上一個點，就表示增加其之前一個音符或附點的持續時間的一半；因此若是加上兩個點，就是1.75倍；三個點就是1.875倍，以此類推。
如果要將一個音符等分成三個或更多的部分，使用連音。若是要分成不相等的部分，則使用搖擺音符（英語：swung note；可以用來表達先增值後減值的一對音符）與不平均音符（法語：notes inégales）。

## 外部連結
- On-line activity that counts musical notes （页面存档备份，存于）